# Troticus bredoi
Troticus bredoi är en stekelart som beskrevs av Braet 2001. Troticus bredoi ingår i släktet Troticus och familjen bracksteklar. Inga underarter finns listade i Catalogue of Life.